# Урбана револуција
Аустралијски историчар и археолог Чајлд (Vere Gordon Childe, 1892-1957) уводи појам неолитска револуција 1920. године да би описао прву велику пољопривредну трансформацију. Поред неолитске, уводи појам још једне револуције која је следила иза ње. То је урбана револуција под којом подразумева прерастање малих родовских неписмених села оријентисаних на пољопривреду у велике социјалне сложене урбане заједнице. Назвао ју је револуцијом да би истакао њен значај за историју људског друштва. Чајлд је применио концепте и теорије друштвених наука на археолошка открића. Он први пут говори о урбаној револуцији 1936. у својој књизи Man Make Himself, износећи 10 моделних тачака промена које карактеришу урбану револуцију:
1. Велика популација и велика насеља (градови);
2. Специјализација на једну врсту посла и напредна подела рада;
3. Остваривање пољопривредних вишкова – капитала за владара и раслојавање друштва;
4. Монументална јавна архитектура;
5. Владајућа класа;
6. Писменост;
7. Прецизне и предиктивне науке (аритметика, геометрија, астрономија, календар);
8. Софистицирани уметнички стил
9. Трговина са удаљеним заједницама;
10. Држава.

Најраније трансформације у којима се одиграла урбана револуција одвијале су се на подручју "плодног полумесеца". Сматра се да је један од првих градова Јерихон у Палестини који је основан око 8500 - 7370. п. н. е. и имао је око 2.000 становника. 